# Lizardo Díaz
Lizardo Díaz Muñoz (Baraya, Huila, 29 de janeiro de 1928 - Bogotá, 8 de novembro de 2012) foi um humorista e ator colombiano, conhecido como o Compadre Felipe.
Começou sua trajetória musical com o grupo '40 guitarras e 40 vozes'. Mais tarde, nos anos cinquenta, Compadre Felipe formou o dueto de 'Los Tolimenses' com Jorge Ezequiel Ramírez ('Emeterio'). Durante 42 anos, a dupla converteu-se numa referência do humor nacional. Ambos estiveram na primeira transmissão de televisão na Colômbia, em 13 de junho de 1954.
Esteve casado com a atriz Raquel Ércole, com quem teve três filhos, Patricia, Guido e César Díaz Ércole.

## Últimos anos
As complicações de saúde começaram em 2005, quando sofreu uma hidrocefalia, que foi tratada com a implantação de uma válvula de Hakim, que infortunadamente se infectou e requereu várias operações para a substituir. A isso lhe seguiu uma pneumonia que teve lugar quando passava o Natal no Equador, onde vive um de seus filhos. Todos os membros de sua família se tinham reunido ali para estar com ele depois dos problemas de saúde pelos que acabava de passar. Faleceu em Bogotá em 8 de novembro de 2012.